# Jerzy Łukaszewski
Jerzy Wojciech Łukaszewski, né le 21 juillet 1924 à Terebieżów (voïvodie de Polesie, alors en Pologne aujourd'hui en Biélorussie) et mort le 3 juin 2020 à Bruxelles, est un professeur d'université et diplomate, de nationalité belge et polonaise. 

## Biographie
Jerzy Łukaszewski a fait ses études à l'université de Poznań et y a obtenu un doctorat en droit ainsi qu'une licence en sciences économiques et politiques. Il a eu ensuite une carrière universitaire, administrative et diplomatique :
- 1951-1957, assistant, puis chargé de cours à l'université catholique de Lublin.
- 1957-1959, études et recherches à l'université Harvard, avec une bourse de la Fondation Ford.
- 1959-1961, fonctionnaire international à l'Organisation internationale du travail à Genève. Le gouvernement polonais protesta du fait que sa candidature n'avait pas été proposée par lui. Il fut contraint à démissionner, et décida de ne pas retourner en Pologne.
- 1961-1963, chercheur au Collège d'Europe à Bruges.
- 1963-1972, chargé de cours en sciences politiques au Collège d'Europe.
- 1967-1985, professeur à la faculté de droit des Facultés universitaires Notre-Dame de la Paix à Namur.
- 1972-1990, recteur du Collège d'Europe. Il inaugura l'évolution vers un plus grand nombre d'étudiants (59 en 1972 - 200 en 1990).
- 1990-1996, ambassadeur de Pologne en France.
- 1998-2002, membre du Comité pour l'Intégration européenne du gouvernement polonais.
- 2005-2010, membre du GPA (Group of Political Analysis) auprès du président de la Commission européenne.

## Publications
Jerzy Łukaszewski est l'auteur de plus de 200 publications, en différentes langues, en majorité consacrées à des questions européennes. Parmi lesquelles :
- (pl) Ze studiów nad imperializmem niemieckim (Sprawa misji Gen. Limana von Sanders w Turcji), Towarzystwo Naukowe KUL, Lublin, 1955
- Éd. et co-auteur, The People's Democracies after Prague : Soviet Hegemony, Nationalism, Regional Integration ? / Les Démocraties populaires après Prague : Hégémonie soviétique, Nationalisme, Intégration régionale ?, De Tempel, Bruges 1970
- Coudenhove-Kalergi, Centre de recherches européennes, Lausanne 1977
- Jean Rey, Fondation Jean Monnet pour l'Europe et Centre de recherches européennes, Lausanne 1984
- Jalons de l'Europe, Fondation Jean Monnet pour l'Europe et Centre de recherches européennes, Lausanne 1985
- Altiero Spinelli, Fondation Jean Monnet pour l'Europe et Centre de recherches européennes, 1989
- (pl) Cel : Europa, Dziewięć esejów o budowniczych jedności europejskiej, Noir sur Blanc, Varsovie, 2002
- (pl) O Polsce i Europie bez niedomówień, Noir sur Blanc, Varsovie, 2006
- (pl) Unia i Polska, w świecie wstrząsów i przemian, IESW, Lublin 2014
- (pl) Iść, jak prowadzi busola** W europejskim kręgu nauki i dyplomacji, Wspomnienia, Widawnictwo Literackie, Cracovie, 2018.

## Distinctions
- Docteur honoris causa de l'université Aix-Marseille
- Commandeur de l'ordre Polonia Restituta avec étoile (Pologne)
- Commandeur de l'ordre de Léopold (Belgique)
- Grand officier de l'ordre de Léopold II (Belgique)
- Commandeur de l'ordre de la Légion d'honneur (France)
- Grand officier de l'ordre national du Mérite  (France)
- Grand-croix de l'ordre du Mérite de la République fédérale d'Allemagne
- Commandeur de l'ordre du Mérite de la République italienne
- Grand officier de l'ordre du Mérite de l'Ordre souverain de Malte